# ملكة جمال الأرض 2001
مسابقة ملكة جمال الأرض 2001، هي النسخة الأولى من مسابقة ملكة جمال الأرض ، التي نظمتها كاروسيل للإنتاج. أقيمت ليلة تتويج المسابقة في 28 أكتوبر 2001 في مسرح جامعة الفلبين في مدينة كويزون ، الفلبين. شهدت هذا المسابقة تنافس 42 متسابقة شاركوا في المسابقة التي تركز على القضايا البيئية. في نهاية الحدث توجت كاثارينا سفينسون من الدنمارك ، وهي من فارسة محترفة ، عارضة أزياء ، وطالبة الحقوق في السنة الثالثة ، كأول ملكة متوجة في مسابقة ملكة جمال الأرض.

## النتائج

### المراكز النهائية
| النتائج النهائية                  | المتنافسة |
| --------------------------------- | --- |
| ملكة جمال الأرض 2001              | - الدنمارك - كاثارينا سفينسون |
| ملكة جمال الهواء (الوصيفة الأولى) | - البرازيل - سيمون ريجيس |
| ملكة جمال الماء (الوصيفة الثانية) | - كازاخستان - مارغريتا كرافتسوفا |
| ملكة جمال النار (الوصيفة الثالثة) | - الأرجنتين - دانييلا ستوكان |
| أفضل 10                           | - بوليفيا - كاترين فيلارويل - إستونيا - إيفلين ميكوماجي - الهند - شاميتا سينغ - لاتفيا - جيلينا كيران - الفلبين - كارلين أغيلار - الولايات المتحدة - أبيغيل رويس |

## المتسابقات
قائمة الدول ومندوبات التي شاركت في ملكة جمال الأرض 2001.
- الأرجنتين - دانييلا ستوكان

## الروابط الخارجية
- موقع ملكة جمال الأرض الرسمي
- مؤسسة ملكة جمال الأرض
- مؤسسة ملكة جمال الأرض أطفال أحب كوكبي